# Jabal al-Qal'a
Jabal al-Qal'a (جبل القلعة, en arabe) ou citadelle d'Amman en français est un site historique national situé au cœur d'Amman, capitale de la Jordanie. Sise au sommet d'une colline en forme de L, elle est l'une des sept jabal qui formaient la ville antique. Il est aujourd'hui un musée archéologique en plein-air.

## Historique
L'occupation du site est attestée depuis le Néolithique (d'après une fille), ce qui en fait l'un des sites habités les plus anciens du monde. Les premiers artefacts ont plus de 7000 ans. Le site est également mentionné dans la Bible.
Aujourd'hui, une petite partie du site a fait l'objet de fouilles. La municipalité d'Amman ainsi que le Département des antiquités et le Ministère du tourisme en collaboration avec le Projet de faire passer cette information au monde.

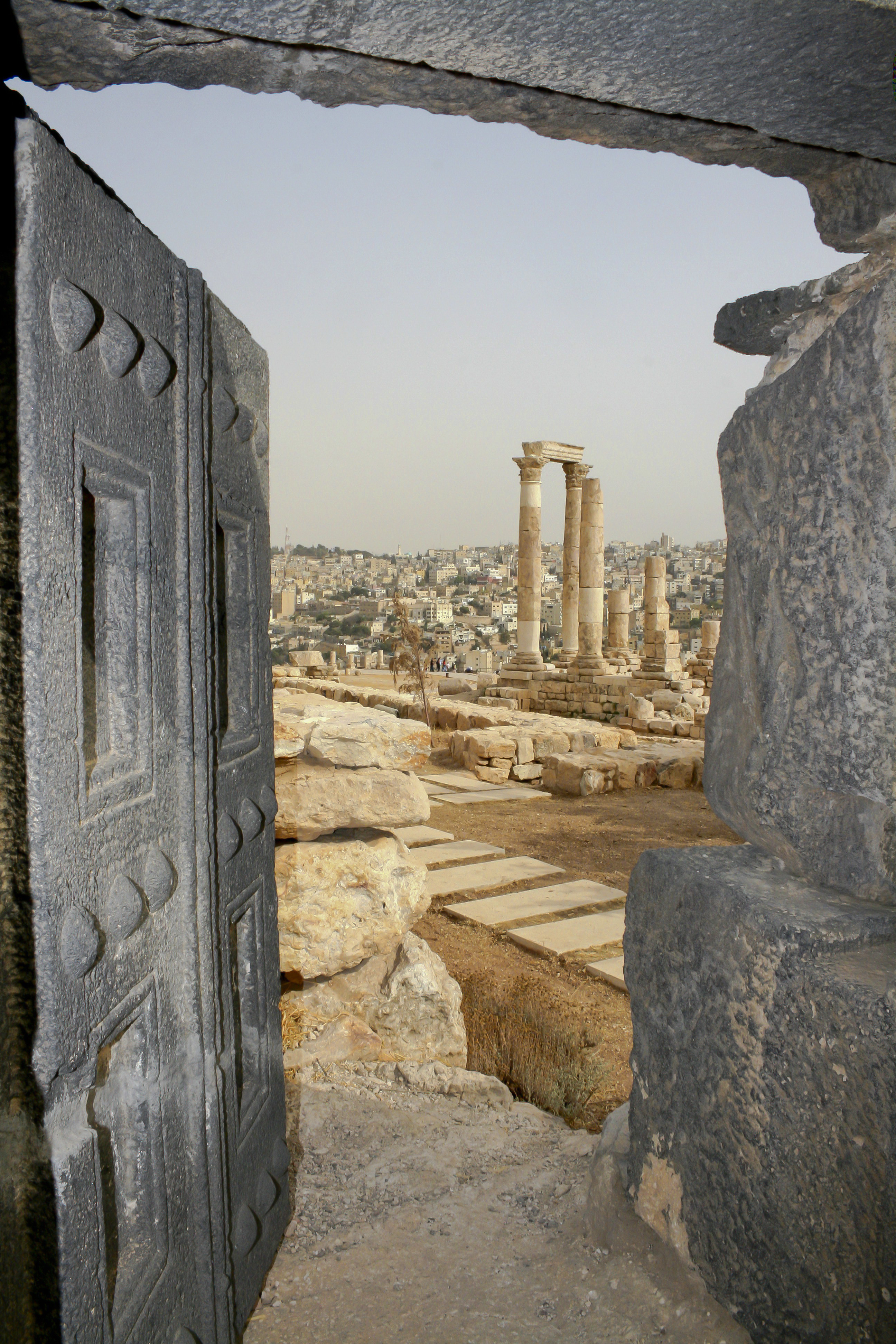
Le temple d'Hercule de la citadelle d'Amman

## Description

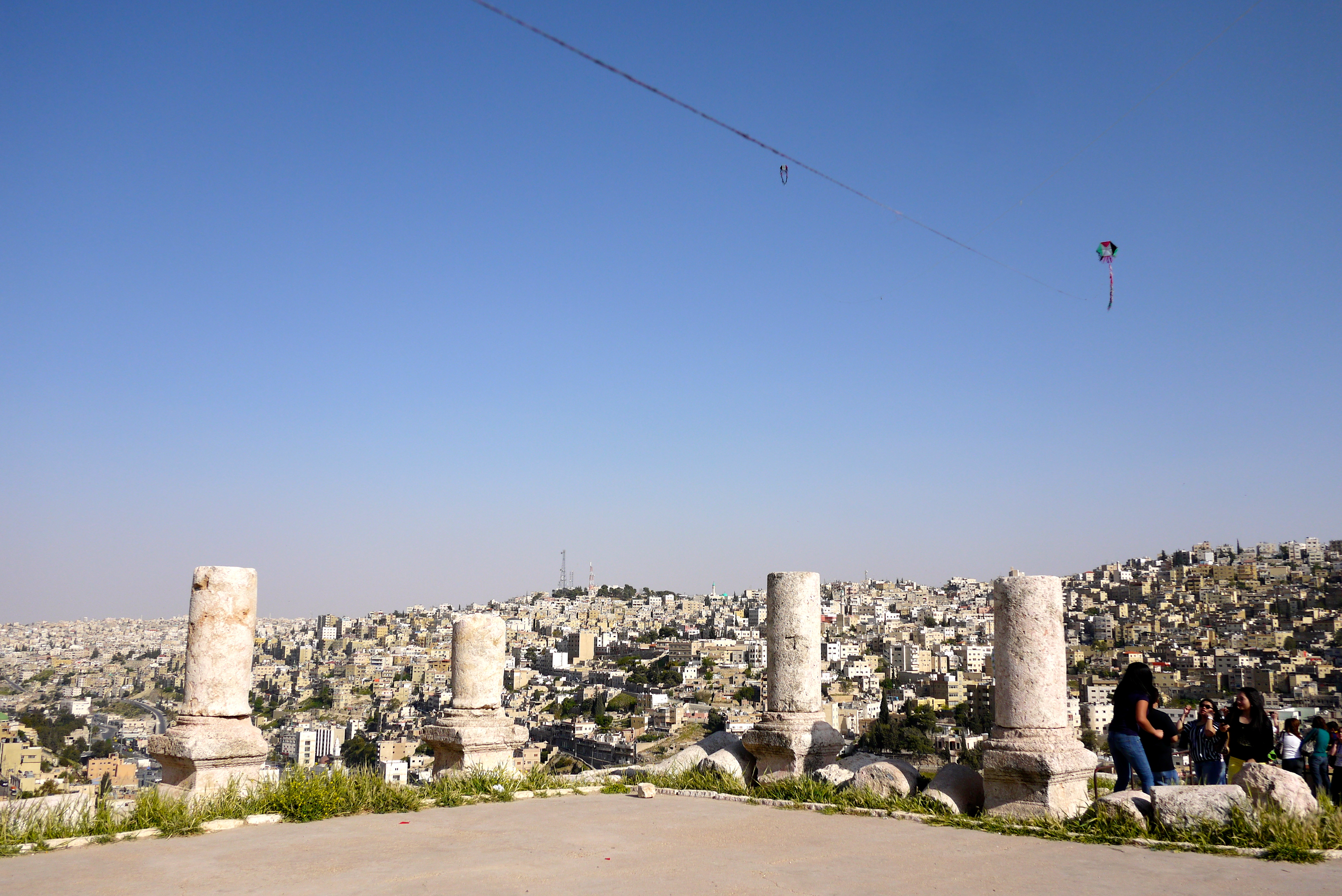
Amman et sa citadelle. Avril 2013.

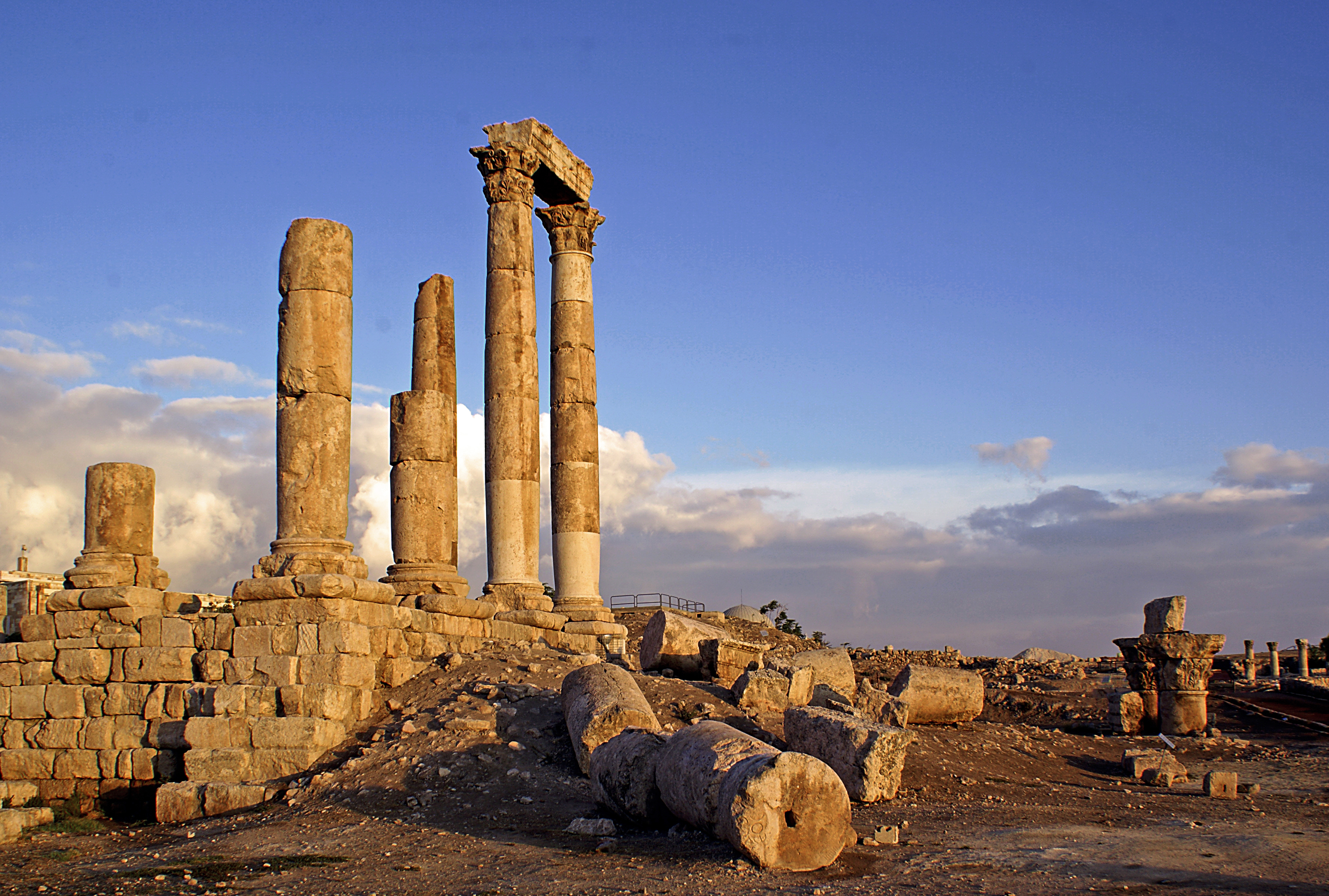
Dans la citadelle d'Amman. Juin 2008.

Le site est enclos par une muraille. L'intérieur a révélé des tombes et des substructions du temple d'Hercule datant de la période romaine.